# Манастир Миљковац
Манастир Свети Никола налази се крај остатака средњовековног утврђења Железник, на око два километра источно од Миљковца, на око 15. км од Ниша. Црквица са полукружном апсидом и полуобличастим сводом. Изграђена је крајем 19. века на остацима старе средњовековне манастирске цркве Св. Николе. Данас је споменик културе нишког краја.

## Историја
Турски извори бележе манастир Св. Николе код Миљковца још 1498. године. Уписан је те године у Нишки пописни дефтер са два калуђера, Јосифом и Јаковом, и две воденице на манастирском поседу. На почетку 16. века, турским пописом од 1516. године, у манастиру Св. Николе је само један калуђер, по имену Манасије.
Пола века касније, у турском пописном дефтеру од 1564. године, манастир је убележен ‘’близу Железника’’ , средњовековног града чији остаци и сада постоје. Пописана су два калуђера, Сава и Никанор, као и две воденице а по два витла. Манастир Св. Николе код Миљковца потиче из предтурског периода, односно из српског средњовековља 14. века. У близини цркве и сада постоји стара воденица са три витла.

## Живопис
Крај садашње црквице Св. Николе сачувани су остаци првобитне манастирске цркве - део олтарске апсиде са северним и јужним зидом наоса. М. Ђ. Милићевић у Краљевини Србији наводи да је црква, после ослобођења Ниша од Турака 1878. године, још постојала и да су ‘’ликови светаца добро очувани’’. Црква је, дакле, била живописна.
Археолошка ископавања на овом терену су изостала, тако да нема сигурнијих података о времену настанка цркве Св. Николе.

## Споменик културе
Црква Светог Николе, са остацима старијег сакралног објекта, стављена је 1983. године под заштиту закона.